# Standard (película)
 Standard  es una película de Argentina filmada en colores dirigida por Jorge Acha sobre su propio guion que se produjo en  1989 y nunca fue estrenada comercialmente. Tuvo como actores principales a Libertad Leblanc, Juan Palomino, Jorge Diez, Miguel Oliveira y Amir Benroa.

## Sinopsis
Cinco albañiles construyen y destruyen el monumento que una falsa arquitecta realiza.

## Reparto
Intervinieron en el filme los siguientes intérpretes:
- Libertad Leblanc
- Juan Palomino
- Jorge Diez
- Miguel Oliveira
- Amir Benroa
- Daniel García
- Juan Villola
- Luis Nieto
- Alberto Pérez Saavedra
- Gustavo Portela
- Oscar Vernales
- Roberto Riobo
- Dante Viracocha
- Pablo Oural
- Germán Oural

## Comentarios
Pablo Piedras escribió:

« …una inédita historización…desde un enfoque que privilegia los objetos de una cultura de masas...Los iconos visuales y sonoros representados forman parte de una cultura signada por la estandarización (pensada como un proceso de equiparación hacia abajo) que se produce a través de los medios masivos de comunicación. …Esta serie de signos visuales, se relaciona asimétricamente con ciertos iconos que aparecen en la serie sonora…. Mediante la puesta en escena, Acha cuestiona la validez y la paradójica hibridez de estos saberes “standard” que supuestamente nos mantienen unidos como sociedad. En resumen, lo que se está poniendo en juego es la naturaleza de nuestra bendita identidad nacional. …una puesta en serie...que no sigue los cánones convencionales del paradigma occidental: causa – efecto, situación – acción, etc….se prescinde de la lengua como vía de comunicación. La serie sonora no es esclava de las imágenes, se desprende de ellas, funcionando en forma independiente y creando climas verdaderamente perturbadores....el film invierte el paradigma narrativo del cine comercial y transgrede el del cine moderno. Su identidad está, construida sobre el vacío del lenguaje....La totalidad de la película se sostiene sobre un elemento que le es ajeno, extraño, pero necesario para constituir su carácter diferencial: el lenguaje. Este lenguaje institucional, normativo, se filtra en la puesta en escena a través de símbolos e iconos, visuales y sonoros. Así, son cuestionados los mitos fundantes de nuestra cultura, develándose como símbolos falsos al ser mostrados en su perversa obscenidad. Lo extraordinario de la película reside en que nunca deja de ser narrativa … sino que construye su propio modelo de representación. Esta es una apuesta política decisiva...".»

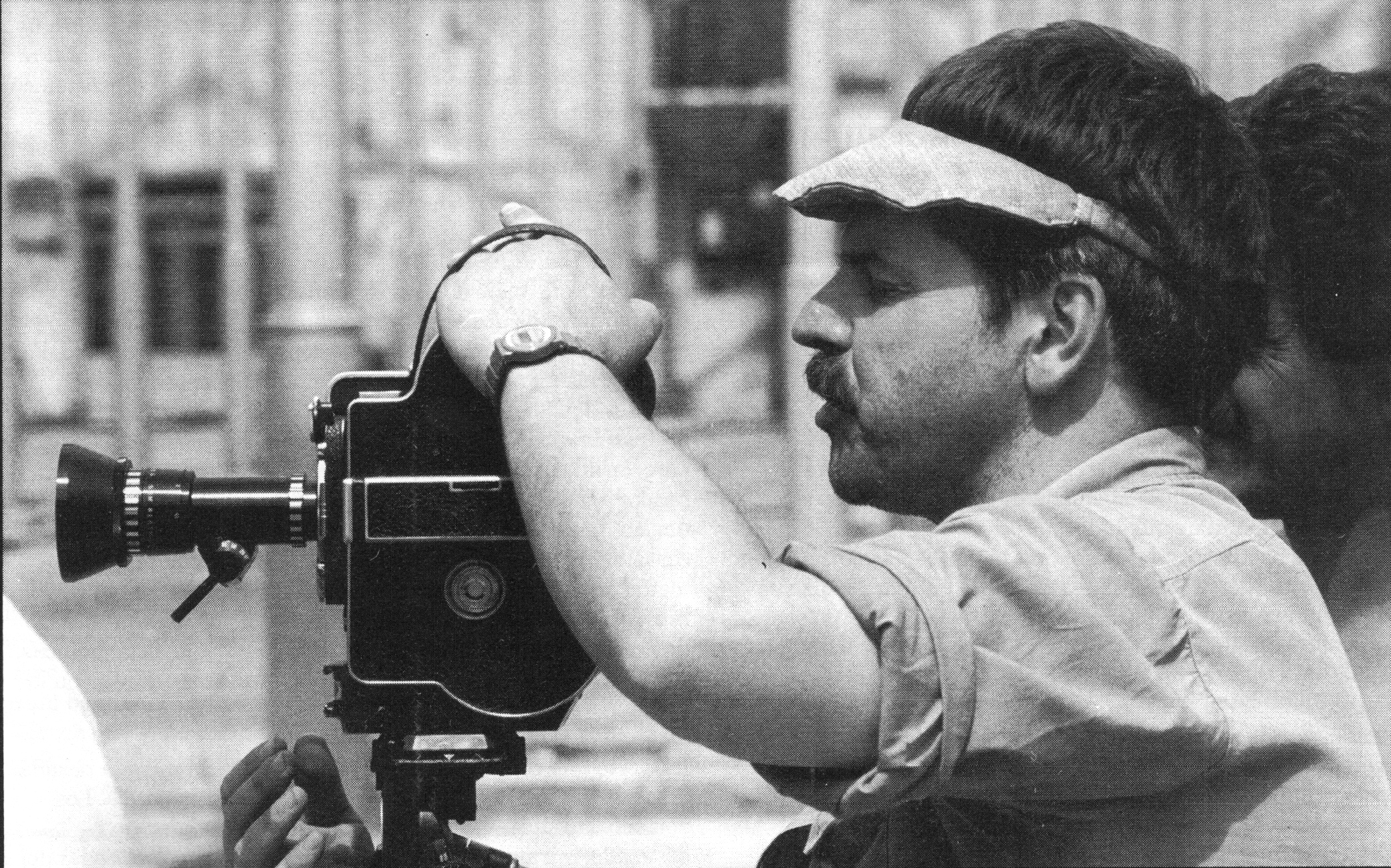
Afiche del film Standard